# 東野站 (京都府)
東野站（日语：／ Higashino eki */?）是一個位於日本京都府京都市山科區，屬於京都市營地下鐵東西線的鐵路車站。車站編號是T06。

## 歷史
- 1997年（平成9年）10月12日 - 京都市營地下鐵東西線的醍醐站－二條站間開通的同時開業[1]。

## 車站構造
月台位於地下3樓，與其他東西線車站同樣，複線島式月台（1面2線），設有月台閘門。
東西線車站都制定有車站顏色，此站的顏色是藤色。

### 月台配置
| 月台 | 路線   | 方向 | 目的地               |
| ---- | ------ | ---- | -------------------- |
| 1    | 東西線 | 下行 | 山科、太秦天神川方向 |
| 2    | 東西線 | 上行 | 醍醐、六地藏方向     |

## 利用狀況
1日平均上車人次與1日平均上下車人次的推移如下表。
| 年度   | 上車人次 | 上下車人次 |
| ------ | -------- | ---------- |
| 2003年 | 4,748    | 9,297      |
| 2004年 | 4,792    | 9,380      |
| 2005年 | 4,840    | 9,366      |
| 2006年 | 4,849    | 9,485      |
| 2007年 | 5,085    | 9,944      |
| 2008年 | 5,181    | 10,127     |
| 2009年 | 5,222    | 10,227     |
| 2010年 | 5,246    | 10,286     |
| 2011年 | 5,284    | 10,360     |
| 2012年 | 5,300    | 10,392     |
| 2013年 | 5,256    | 10,305     |
| 2014年 | 5,447    | 10,680     |
| 2015年 | 5,514    | 10,810     |
| 2016年 | 5,697    | 11,169     |

## 相鄰車站
京都市交通局（京都市營地下鐵）
 東西線
椥辻（T05）－東野（T06）－山科（T07）

## 外部連結
- 東野站 （页面存档备份，存于） - 京都市交通局